# Eucorymbia
Eucorymbia là chi thực vật có hoa trong họ Apocynaceae.